# Caixer (folklore)

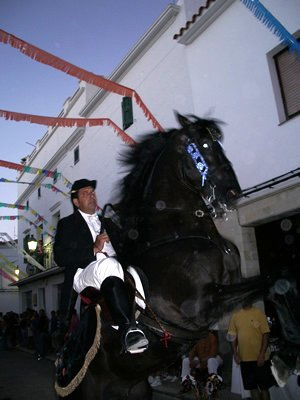
Caixer amb cavall menorquí

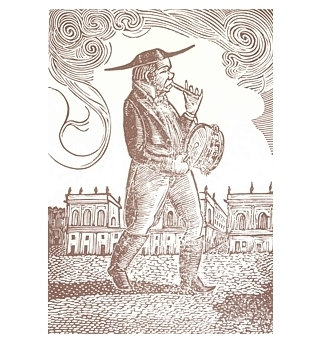
Fabioler de Sant Joan - Estampa de Francesc Hernández Sanz

El caixer o caixera és com es coneix a Menorca un cavaller o cavalleressa que participa a cavall a les qualcades i actes propis de les festes de poble de Menorca.
En particular, i per ordre de celebració, participen a Sant Joan de Ciutadella, Sant Martí de Es Mercadal, Sant Antoni de Fornells, Sant Jaume de Es Castell, Sant Cristòfol de ses corregudes de Es Migjorn, Sant Gaietà de Llucmaçanes, Sant Llorenç d´Alaior, Sant Climent de Sant Climent, Sant Bartomeu de Ferreries, Sant Lluís de Sant Lluís, Festes de la Mare de Deu de Gràcia de Maó, Sant Nicolau de Es Mercadal i Festes de Cala en Porter d´Alaior.
A les festes de Sant Joan de Ciutadella, de Sant Bartomeu de Ferreries, de la Mare de Deu de Gràcia de Maó o de Sant Cristòfol des Migjorn Gran, es fa distinció entre caixers o caixeres, els membres de la Junta de Caixers, que tenen cura del bon funcionament de les festes, i els cavallers o cavalleresses, que son la resta de genets que participen. A la resta de pobles es coneix a tots els genets com a caixers o caixeres, amb independència de si formen part de la Junta o no.
La paraula caixer vindria literalment de fer caixa, o acapte, per el sosteniment de la parròquia, temple, o obra pietosa a la que es dediquessin les festes.
El conjunt de tots els caixers, o caixers i cavallers als municipis que correspon, es coneix com a colcada o qualcada.

## Les juntes de caixers
La Junta de caixers es el conjunt de caixers que “organitzen” i tenen cura del bon funcionament de la festa en el seu conjunt, si bé les festes s´organitzen principalment des de les administracions públiques.
Aquestes juntes tenen origen en les estructures medievals de les diferents obreries constituïdes per el sosteniment d’esglésies, ermites, i obres piadoses. En particular la referència bàsica per les actuals festes a Menorca serien les festes de sant Joan de Ciutadella, organitzades originalment per l'obreria de Sant Joan de Missa.
Aquestes obreries estaven formades per obrers dels diferents estaments de la societat medieval. En fonts datades cap a 1564 la composició de la obreria de Sant Joan de Missa seria: un obrer eclesiàstic, encarregat de les tasques religioses, un obrer cavaller o clavari, encarregat de l'administració dels bens i del patrimoni, dos obrers pagesos, encarregats de recaptar donatius als diferents llocs (finques agrícoles menorquines) del terme de ciutadella, un a la zona nord (Tramuntana) i un a la zona sud (Migjorn) i un obrer menestral, que essent artesà residiria al municipi, i recaptaria a la ciutat.
Cada una de les festes de Menorca compon la Junta de Caixers i la resta de qualcada d´acord amb la seva idiosincràsia, tradicions, etcètera, si bé amb elements comuns, en aquest aspecte es rellevant analitzar els diferents protocols de festes relatius a cada municipi.
Sempre hi ha un Caixer que presideix les festes, que arreu de Menorca es un representant de l'Ajuntament, l'alcalde o alcaldessa com a Caixer Balte o Caixera Batlessa, encara que aquest càrrec es pot delegar en altres membres del consistori. En el cas de Ciutadella segueix essent un representant de la noblesa, amb el càrrec de Caixer Senyor. En alguns municipis, com es Migjorn Gran està prevista la possibilitat de delegar aquest càrrec en una persona externa a l'Ajuntament, i en el cas de les festes de Sant Gaietà (Llucmaçanes) i Sant Climent, ambdós al terme de Maó, el batle o batlessa de Maó delega en una persona escollida per l'associació de veïns de cada nucli. El mateix succeeix a les festes de Sant Antoni de Fornells, del terme de Es Mercadal, i a les de Cala en Porter del terme d´Alaior, en aquest cas amb el càrrec de caixer o caixera president o presidenta.

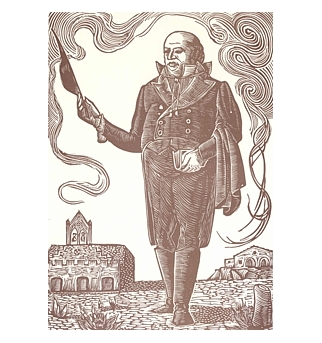
Capellana de Sant Joan - Estampa de Francesc Hernández Sanz

Donat que totes les festes de Menorca tenen origen religiós, sempre hi ha un caixer capellà, també anomenat popularment com a “capellana”.
Com a figura comú, també hi ha un cavaller o cavalleressa que porta la bandera o penó a cada una de les festes, que si bé sempre es caixer o caixera fadrí o fadrina, en alguns municipis rep en nom de caixer o caixera sobreposat o sobreposada.
Es també habitual trobar el caixers o caixeres casats o casades i els caixers o caixeres pagesos o pageses, cada un representant el seu estament.
Al municipi de Maó també existeix la figura dels caixers o caixeres vocals que assisteixen al Caixer o caixera casada en el bon funcionament de la qualcada.
El “fabioler” o “fabiolera”, és també una constant a totes les festes de Menorca. El fabioler o fabiolera encapçala normalment la qualcada amb el tambor i el fabiol, tocant tonades diferents depenent del municipi, i a diferencia de la resta de caixers o cavallers, porta un ase o somera per muntura. Si bé es un element comú a totes les festes de Menorca, en alguns municipis forma part de la Junta de Caixers i en altres no.
Finalment hi ha la figura del Caixer o caixera Municipal o Saig, que només existeix les festes de Sant Llorenç d´Alaior i a les de Sant Lluís, i que és un membre de la policia municipal amb les funcions d´escolta al caixer o caixera batle o batlessa.

## La participació de la dona a les festes de Menorca
A totes les festes de Menorca la participació entre homes i dones es igualitària des de fa dècades a excepció de les festes de Sant Joan de Ciutadella, a la que encara no ha participat mai cap dona com a caixera o cavalleressa.
La pionera en la incorporació de les dones a les qualcades de Menorca fou Consuelo Marquès Melià, que va sortir per primer cop a les festes de Sant Bartomeu de Ferreries l'any 1970, no sense debat en aquell moment. La seva participació va establir un precedent que s´estendria a tots els municipis de l'illa en els anys següents.
Amb posterioritat l'any 1978 Marta Triay Humbert debutava a les festes de Sant Jaume d´es Castell i a Sant Llorenç d´Alaior, i en anys successius a Es Migjorn, Sant Lluís i Cala en Porter. A es Mercadal Joana Sintes Villalonga i després María Jesús "madona de Carbonell" varen ser les pioneres, mentre que a Maó el debut el 1979 va ser per part d´una descedent del Doctor Fernando Rubió.
En quant a la presidència de les festes com Caixera Batlessa, la primera va ser Joana Pons Marquès a les festes de Sant Lluís, exercint el càrrec en representació de l'Alcalde Quicus Pons Olives des de 1983 a 1991, i a Alaior Joana López Mercadal, també exercint el càrrec en representació d´Antoni Pons Timoner de 1987 a 1990.
A Ciutadella és un debat obert en aquests moments, amb opinions fortament contraposades tant per col·lectius feministes, com inclús entre les pròpies úniques persones que s´ho podrien plantejar, d´acord amb els protocols tradicionals, que serien les dones pageses.

## Indumentària dels caixers
L´indumentària varia amb petites diferencies segons els càrrecs i el municipi, en el que es desenvolupen les festes, i per tenir clares les seves especificitats el més convenient es atendre als protocols propis de cada una d´elles.
La indumentària pròpia de la majoria de les festes és:

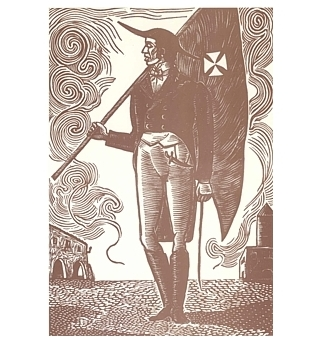
Caixer fadrí Menestral de Sant Joan - Estampa de Francesc Hernández Sanz

- Caixer/a batle/ssa: calçons de carrer, camisa, guardapits, guants i corbatí, tot de color blanc, levita de frac, botes de muntar sense ornaments i fuet de festes, tot negre, guindola negra amb un galó daurat inclinat al costat, esperons, bastó de comandament del municipi i medalla de l'Ajuntament.
- Caixer capellà o capellana: Plastró, guardapits, levita de frac i capa curta lligada a la cintura, caçons curts, botes de muntar sense ornaments, i fuet de festes, tot de color negre, guants i alçacoll de color blanc, guindola negre i esperons.
- Caixer/a casat/ada: calçons de carrer, camissa, guardapits, guants i corbatí, tot de color blanc, levita de frac, sabates de cordons, polaines amb un pompó de llana, tot de color negre, fuet de festes amb llaços vermells a cada extrem, guindola negre amb un galó daurat inclinat al costat i esperons.
- Caixer/a fadrí/ina o sobreposat/ada: idèntic al caixer/a casat/ada
- Caixer/a pagès/esa i resta de cavallers o caixers: idèntic als anteriors, casat/ada i fadrí/ina però amb corbatí negre, i guardapits blanc (per exemple Sant Lluis) o negre (per exemple Alaior) depenent del municipi.
- Fabioler/a: idèntic al la resta de cavallers, sense fuet, i amb fabiol i tambor ornamentat de flors de paper.
La indumentària pròpia de les festes de Sant Joan mostra diferencies importants, i en particular els caixers pagesos no porten guindola, sinó capell de teula, i el color dels pantalons és sempre negre per els pagesos, i blanc per els propis de ciutat (senyor, casat, fadrí menestral o el fabioler).
- Caixer senyor: calçons curts, camisa, guardapits, guants i corbatí, tot de color blanc, levita de frac, botes de muntar sense ornaments, tot negre, guindola negre, esperons, fuet amb pom de plata, espasa i condecoracions si s´escau.
- Caixer capellà o capellana: Plastró, guardapits, levita de frac i capa curta lligada a la cintura, caçons curts, botes de muntar sense ornaments,tot de color negre, guants i alçacoll de color blanc, guindola negre, esperons i fuet amb pom de plata.
- Caixer casat: idèntic al caixer senyor, però sense guants, pompó de llana a les botes i en lloc d´espasa, espasi corb metàl·lic amb mànec de fusta.
- Caixer pagès: calçons curts, guardapits, levita de frac, corbatí, sabates de cordons, polaines amb pompó de llana i capell de teula tot de color negre, camisa blanca, esperons, fuet de festa amb flocs vermells a cada extrem, esperons i espasí
- Caixer fadrí menestral: idèntic al Caixer Casat.
- Caixer fadrí pagès: idèntic al Caixer Pagès.
- Cavallers: idèntics al caixer pagès
- Fabioler: idèntic al caixer casat, sense fuet, i amb fabiol i tambor ornamentat de flors de paper.